# 馬里納山
68°10′S 49°3′E / 68.167°S 49.050°E
馬里納山（英語：Mount Marriner）是南極洲的山峰，位於恩德比地，屬於奈伊山脈的一部分，處於弗雷特山西南面4公里，該山峰根據澳大利亞探險隊的空中照片被繪入地圖。1959年，澳大利亞南極命名委員會將之命名為馬里納山，紀念威爾克斯（Wilkes）研究站的播音員A·馬里納。